# Kazan
Kazan (japonsky 花山天皇, Kazan-tennó; 968 – 1008) byl v pořadí 65. japonský císař. Vládl v letech 984–986. Jeho vlastní jméno bylo Morosada.
Kazan byl synem císaře Reizeie. Vládnout začal v roce 984, kdy 27. srpna abdikoval císař En'jú. Proslýchá se, že Kazana z trůnu sesadil ve prospěch císaře Ičidžóa Ičidžóův dědeček regent Kanei Fudžiwara.